# Donn Byrne
Pour les articles homonymes, voir Byrne.
Donn Byrne (20 novembre 1889 à New York - 1929) est un écrivain américain. Collaborateur de divers magazines (Harper's, Smart Set, Lady's Home Journal), il a publié de nombreux romans ayant pour cadre l'Irlande, le Moyen-Orient ou l'Amérique. 

## Biographie
Officiellement né sous le nom de Brian Oswald Patrick Donn Byrne, il est né à New-York de parents irlandais. Alors qu'il est très jeune enfant, sa famille part s'établir en Irlande à Forkhill dans le comté d'Armagh. En 1911, après des études au University College à Dublin, puis à la Sorbonne à Paris et à Leipzig, Byrne retourne aux États-Unis. 
Huit ans après, il quitte New York pour revenir en Europe. Il voyage alors beaucoup en Europe, pour s'établir à Montrose, puis à Donnybrook, près de Dublin de 1922 à 1925. En 1928, il achète le château Coolmain Castle à Kilbrittain dans le comté de Cork.
Il est mort dans un accident de voiture, qui a quitté la route pour tomber et couler dans la mer, juste à côté du château qu'il venait d'acheter. 
En France, son livre le plus connu est sans doute La Baie du destin (Destiny Bay, 1928), traduit de l'anglais par Maurice Rancès (Éditions Gallimard, 1931).

## Ses œuvres
Romans
- Stranger’s Banquet, 1919
- The Foolish Matrons, 1920
- Messer Marco Polo, 1922
- Blind Raftery, 1924
- O’Malley of Shanganagh, 1925
- Hangman’s House, 1925
- Destiny Bay, 1928
- The Crusade, 1928
- Field of Honour, posth., 1929
- The Golden Coat, posth., 1930
- On the road

Recueils de nouvelles
- Stories Without Women, 1915
- The Changeling and Other Stories, 1923)

Études
- Brother Saul, 1925

Un essai sur l’Irlande
- The Rock Whence I Was Hewn, posth., 1929

## Filmographie
- Hangman's House (La Maison du bourreau), de John Ford (États-Unis, 1928).